# Шюльп-бай-Норторф
Шюльп-бай-Норторф (нім. Schülp bei Nortorf) — громада в Німеччині, розташована в землі Шлезвіг-Гольштейн. Входить до складу району Рендсбург-Екернферде. Складова частина об'єднання громад Норторфер-Ланд.
Площа — 9,86 км2. Населення становить 783 ос. (станом на 31 грудня 2020).